# 圣母无原罪主教座堂 (本地治里)
圣母无原罪主教座堂（Immaculate Conception Cathedral）原名圣保禄堂，是天主教本地治里暨古德洛尔总教区的主教座堂，位于印度本地治里联邦属地。该堂是本地治里最古老的旅游景点之一。

## 历史
1689年，耶稣会神父来到法国殖民地本地治里传教，在法国堡垒以西买了一块很大的花园。1692年他们得到法国国王路易十六的资助，建了一座教堂，后来被荷兰人拆除。1699年建了第二座教堂。1728-1736年，建造了第三座教堂，该堂在1761年七年战争期间被英国人拆毁。第四座教堂建于1770-1791年。

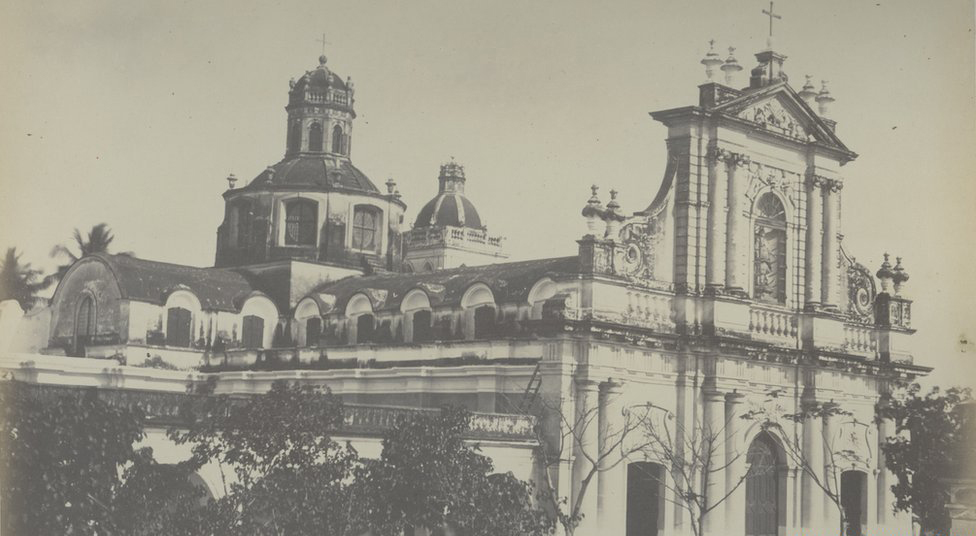
1860年老照片
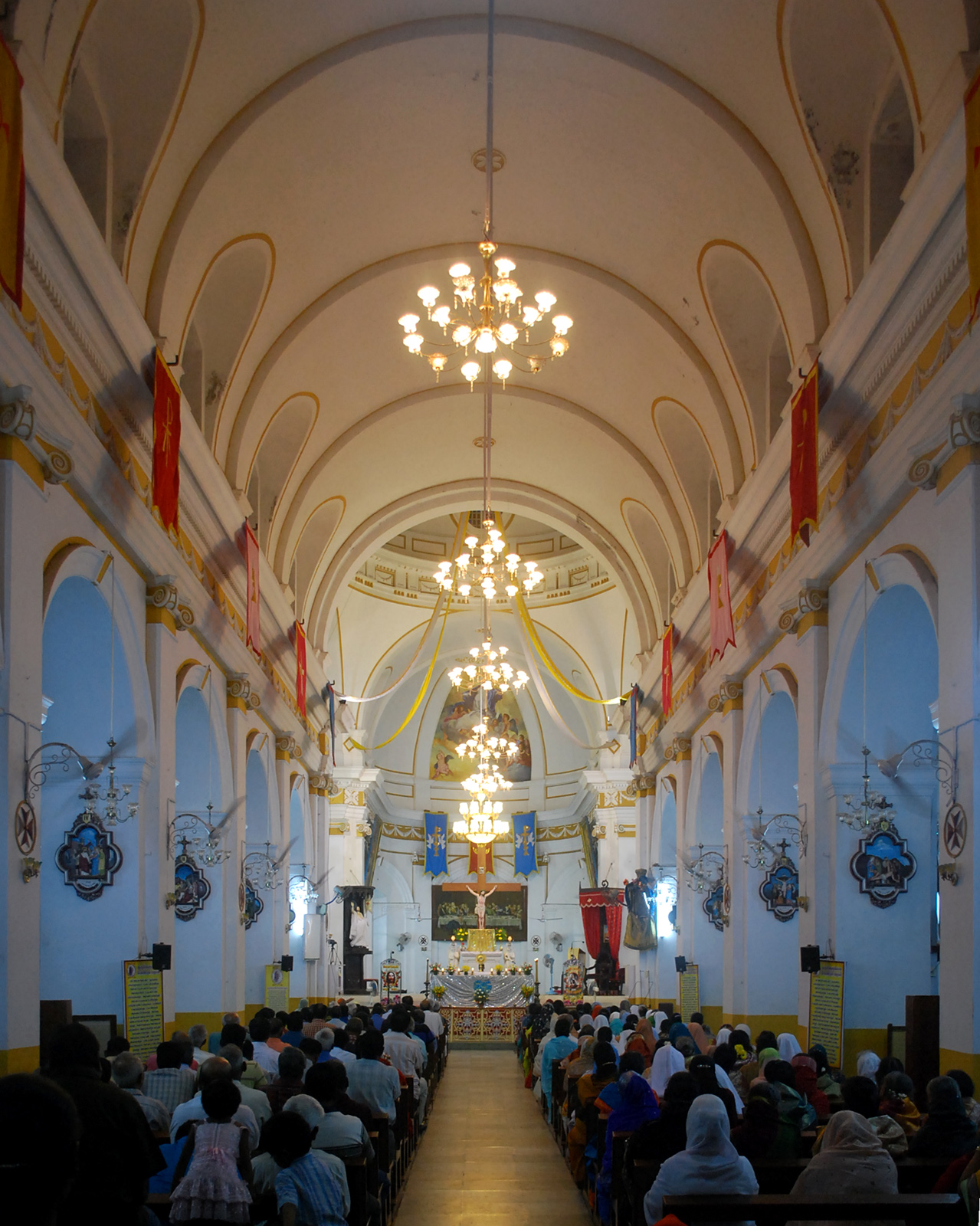
Nave
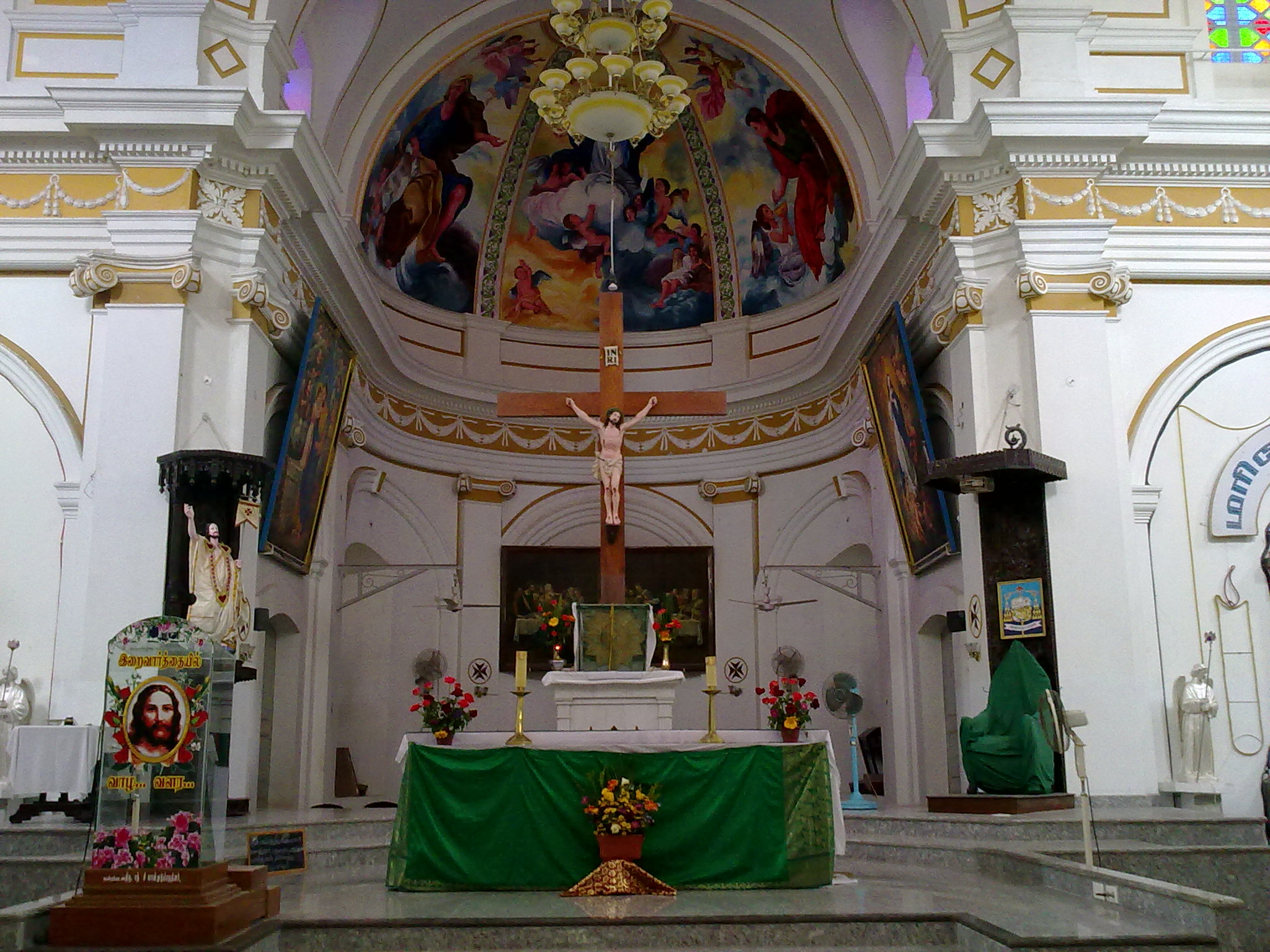
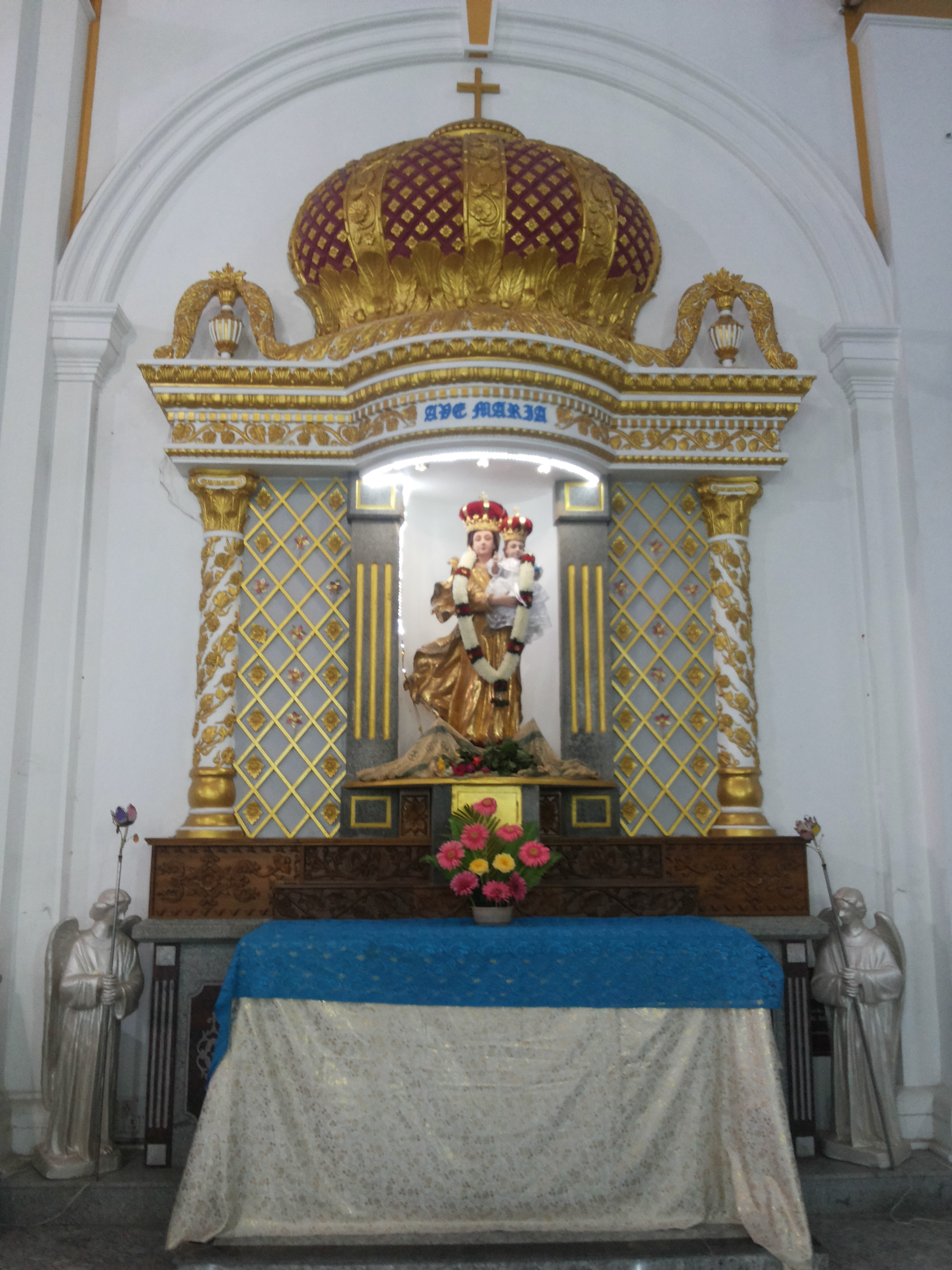
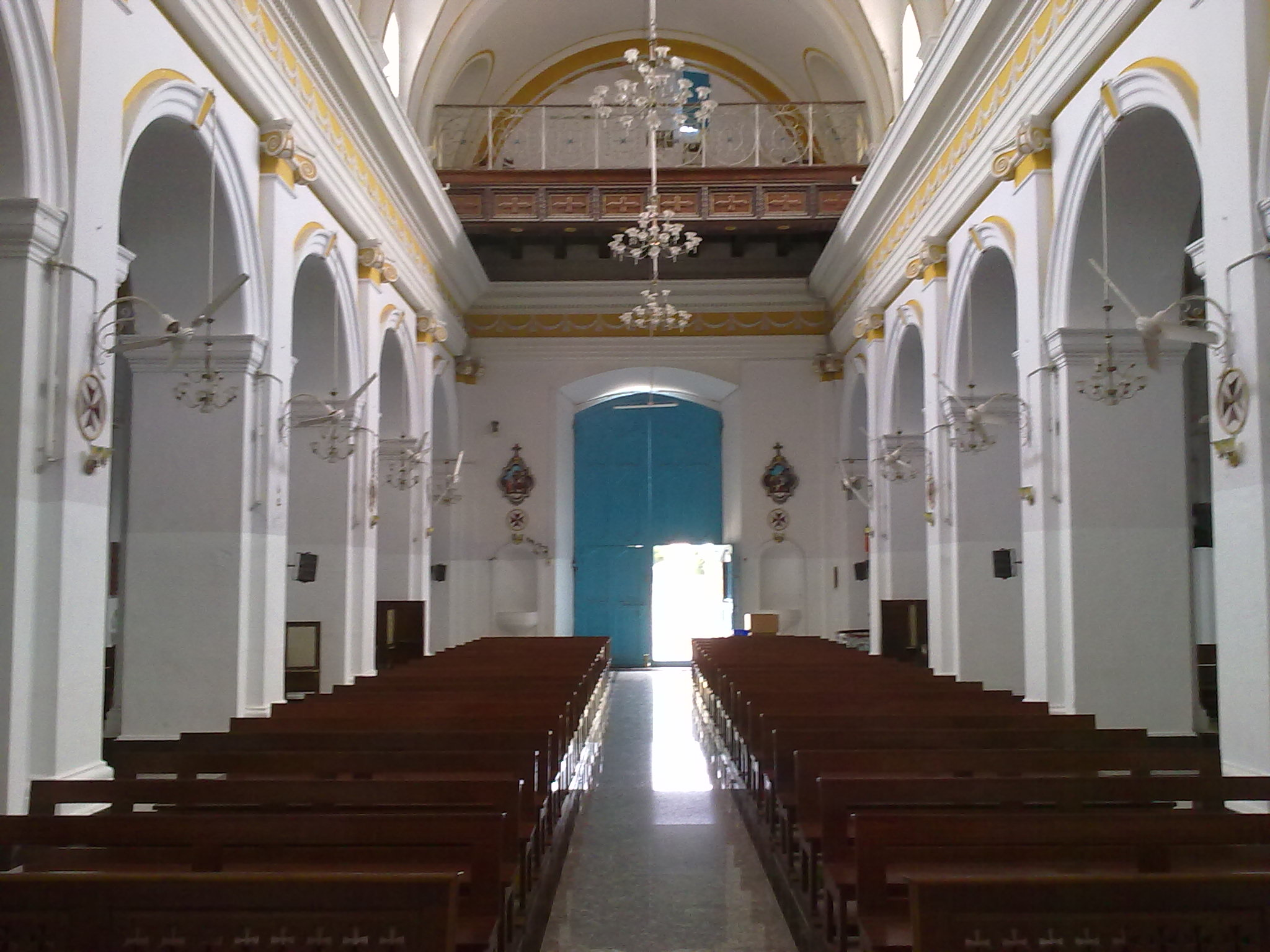
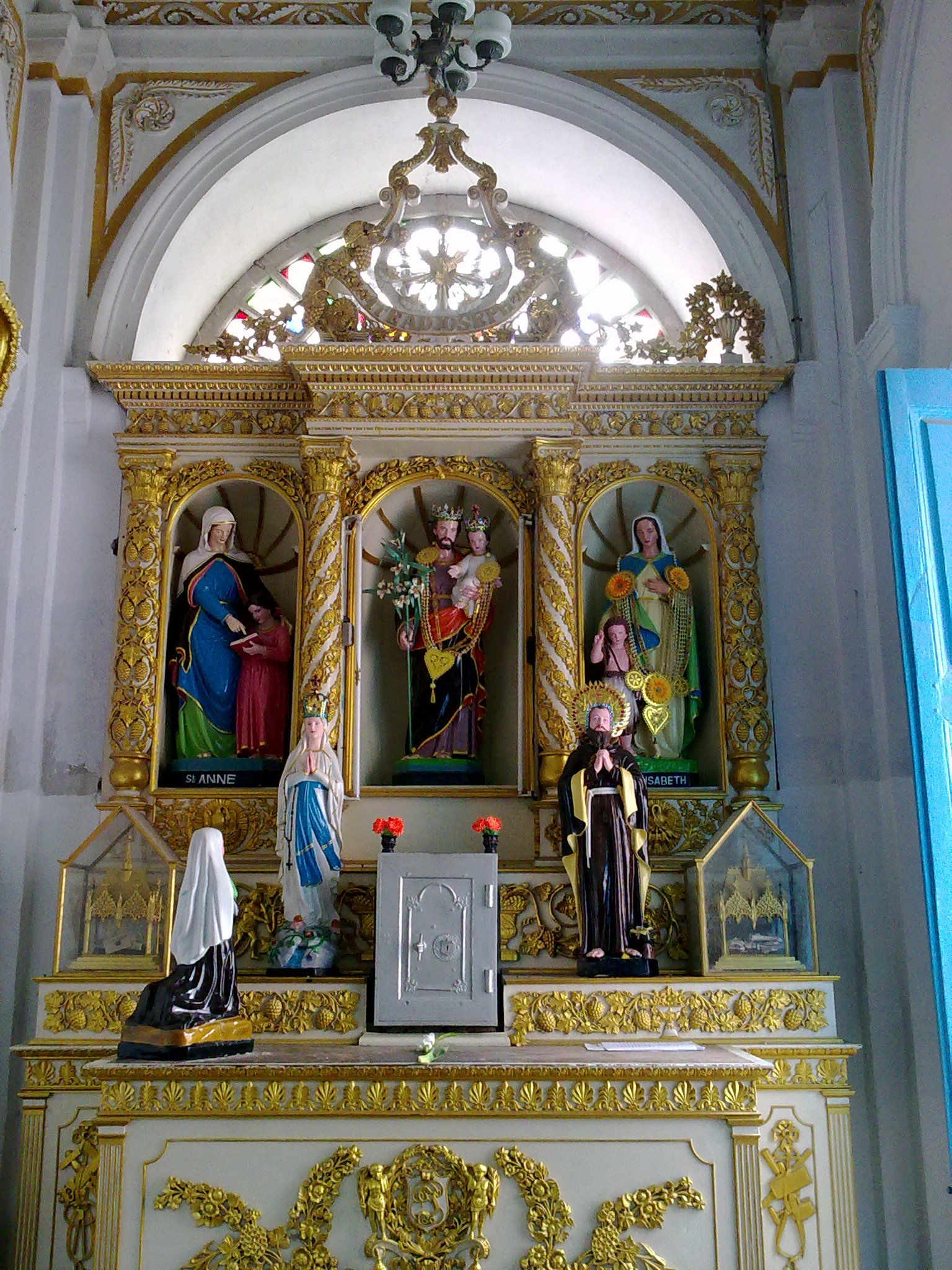
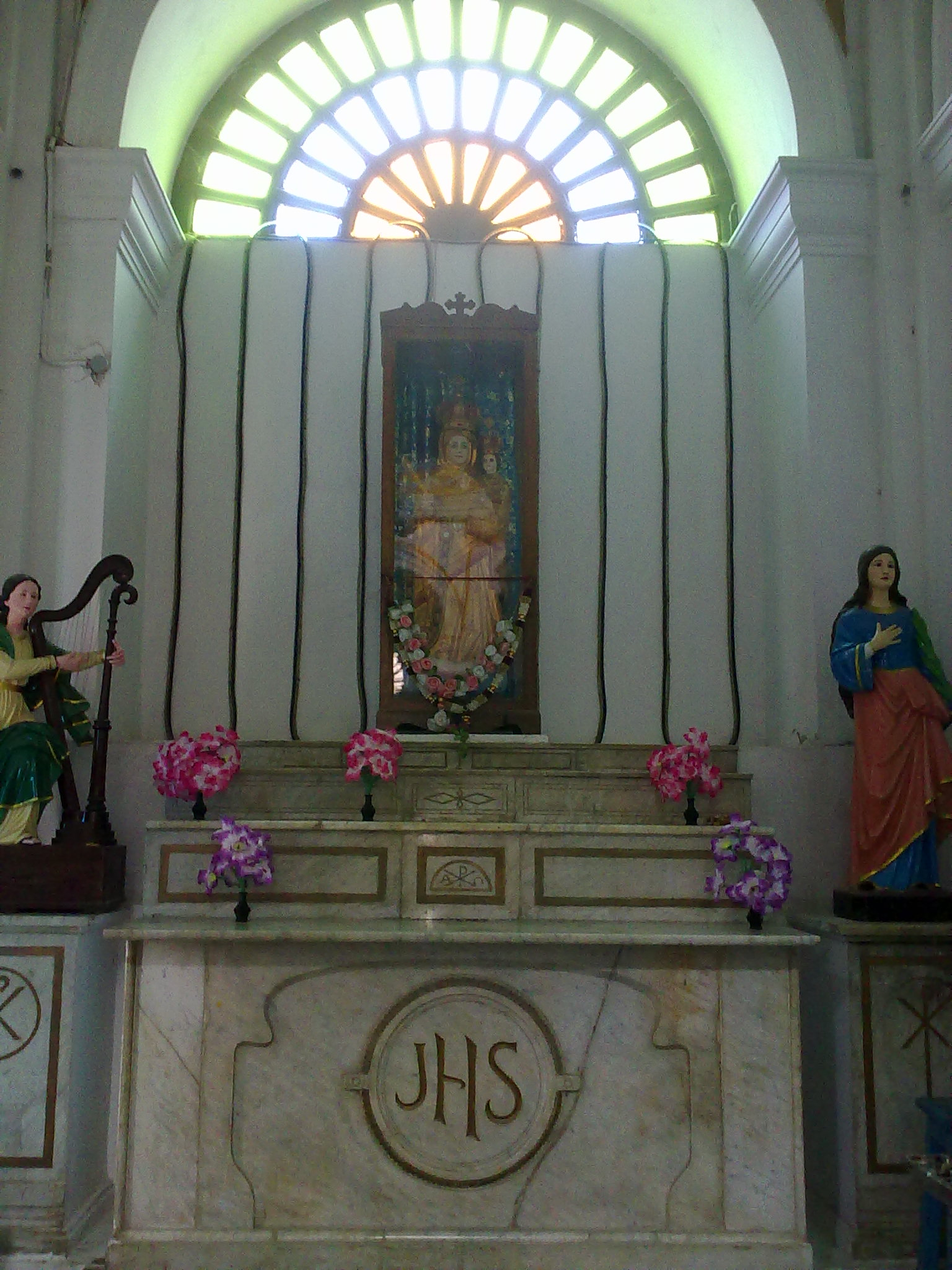
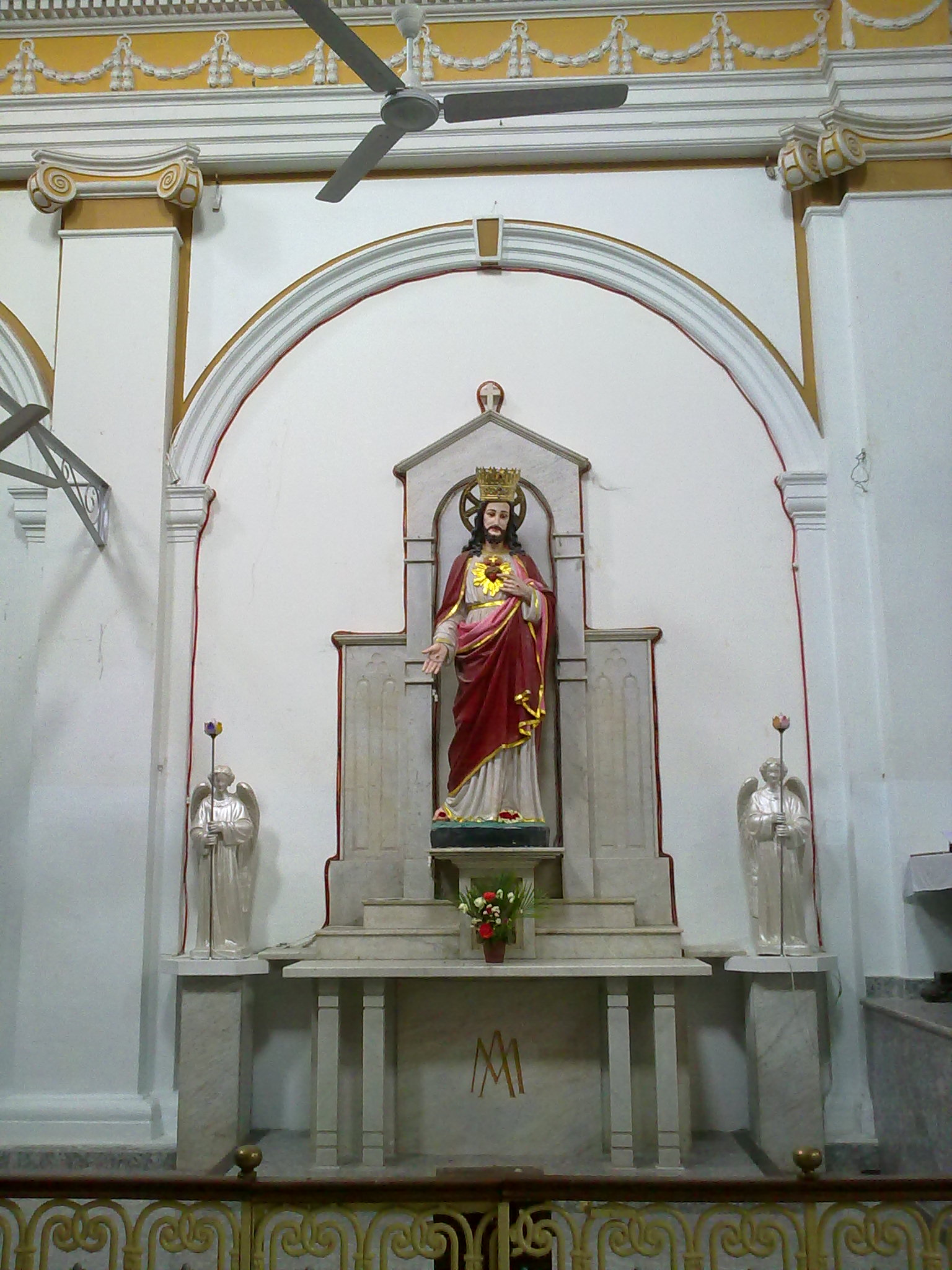
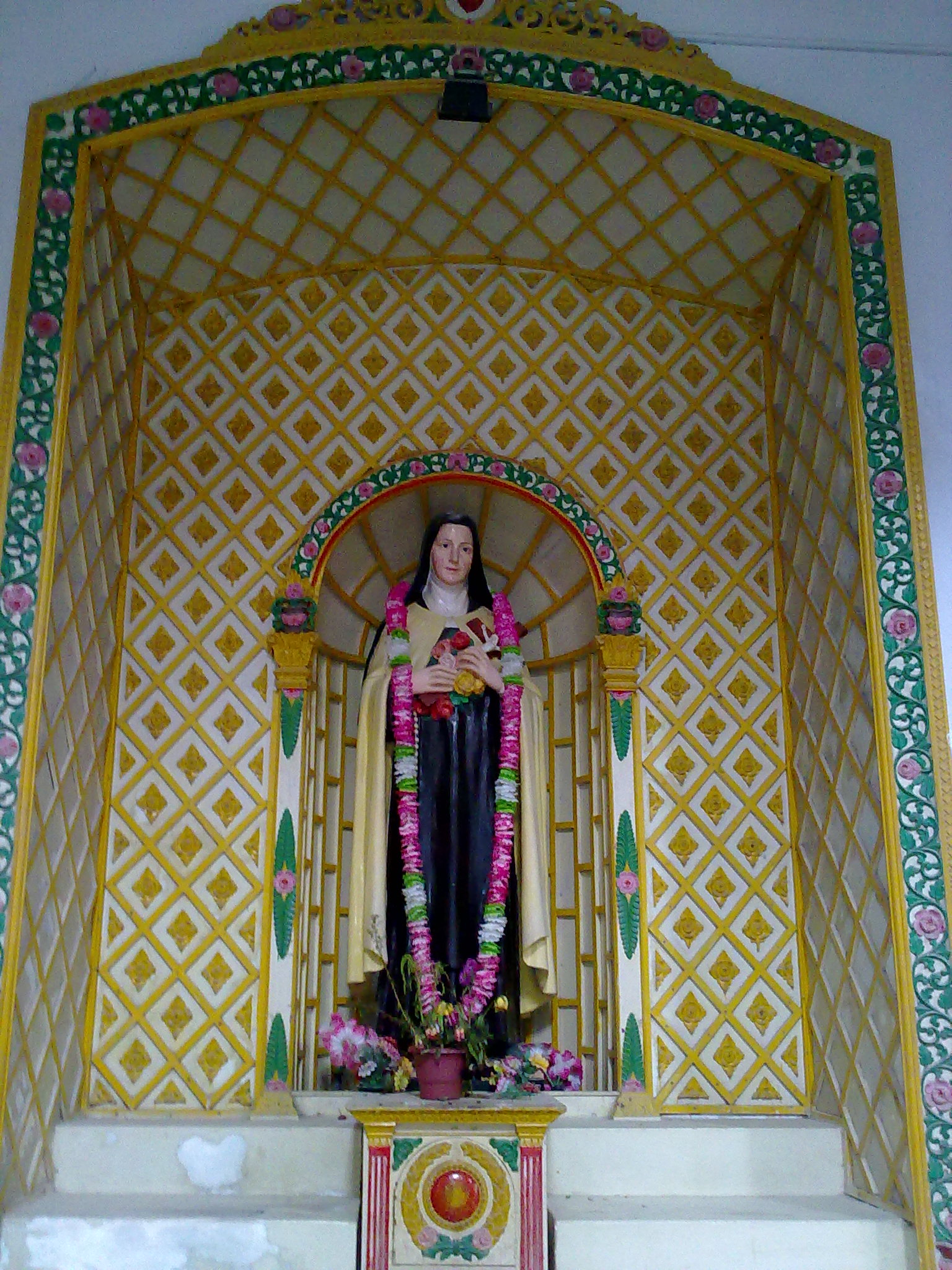
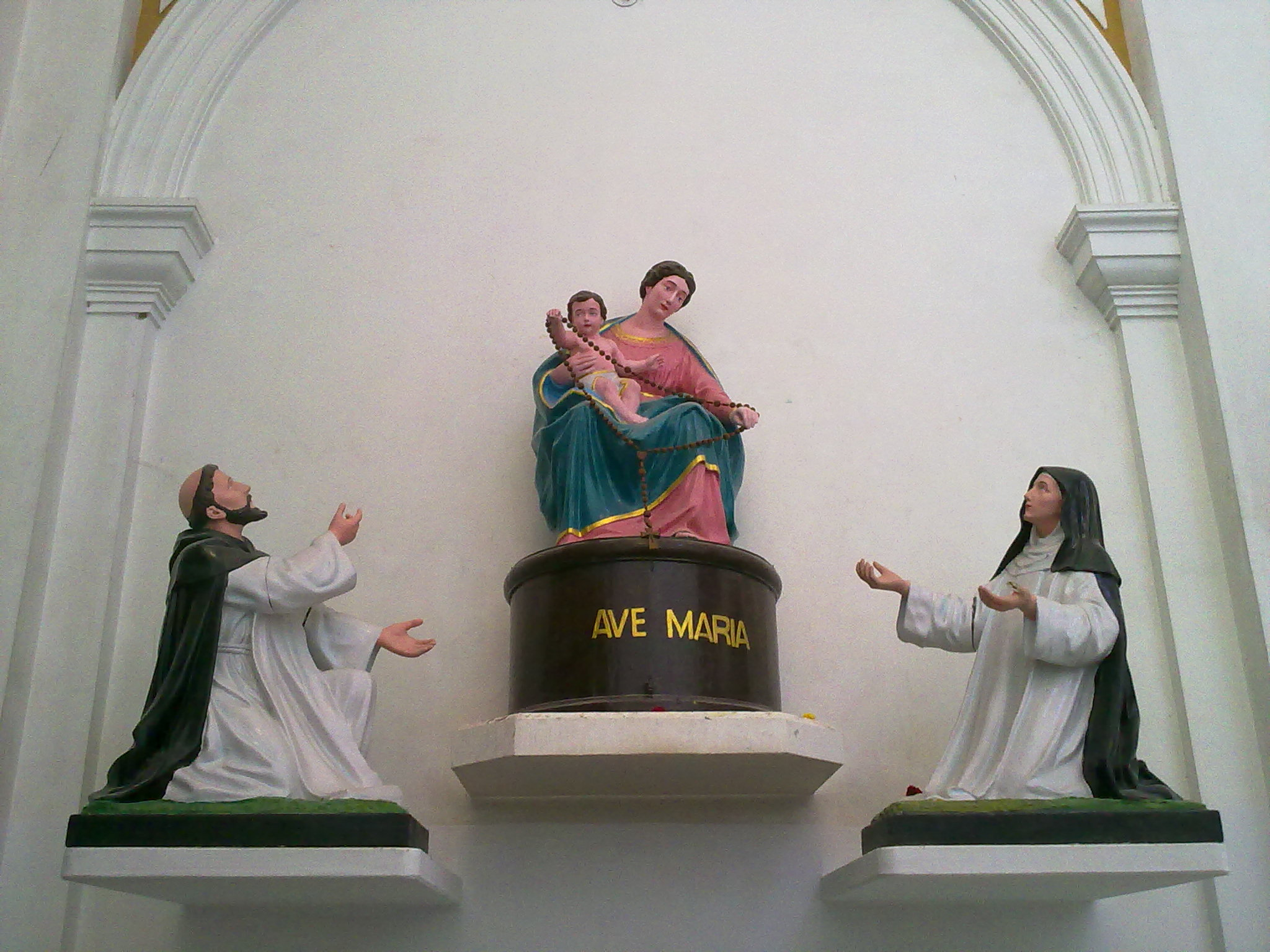
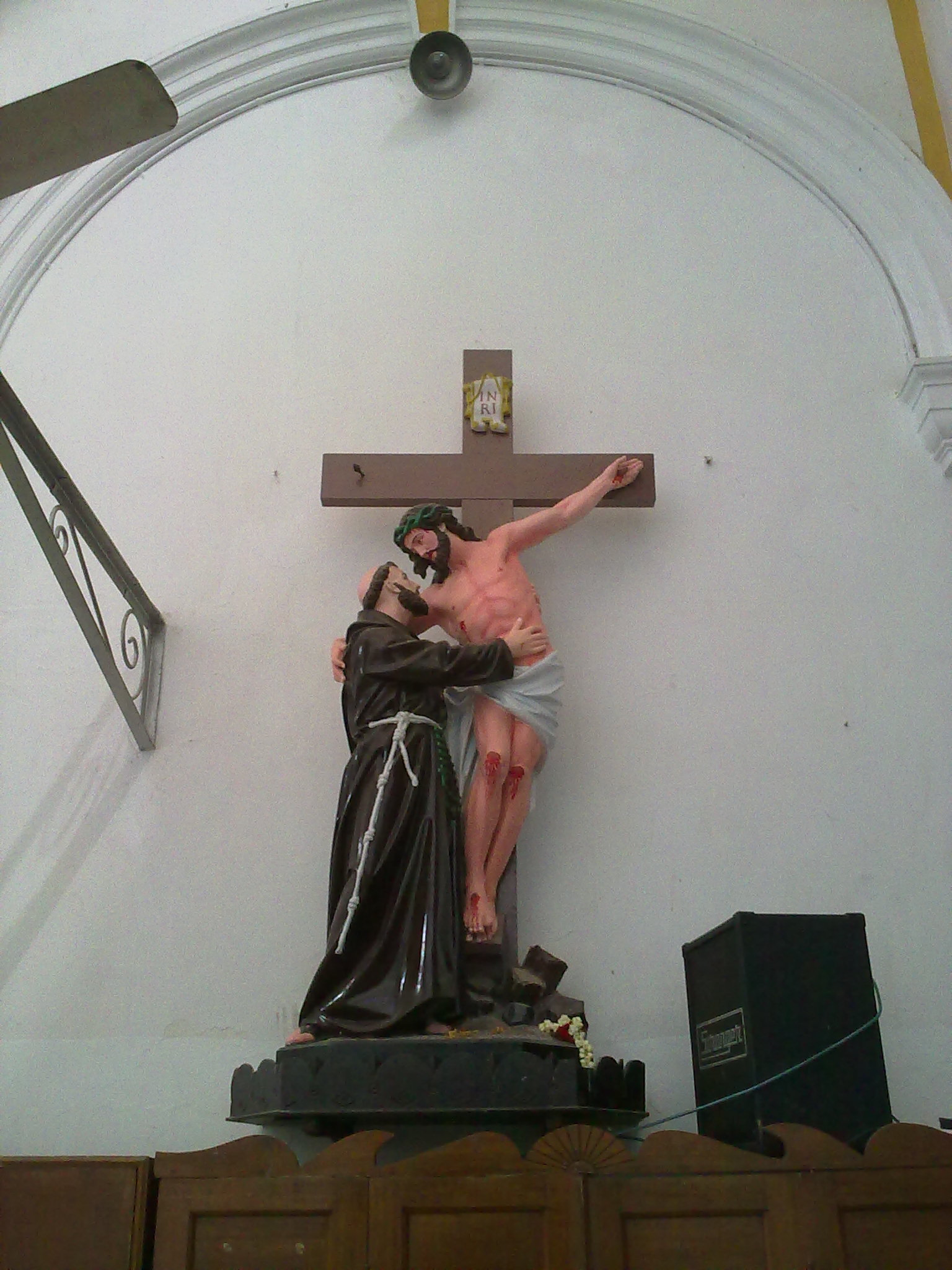
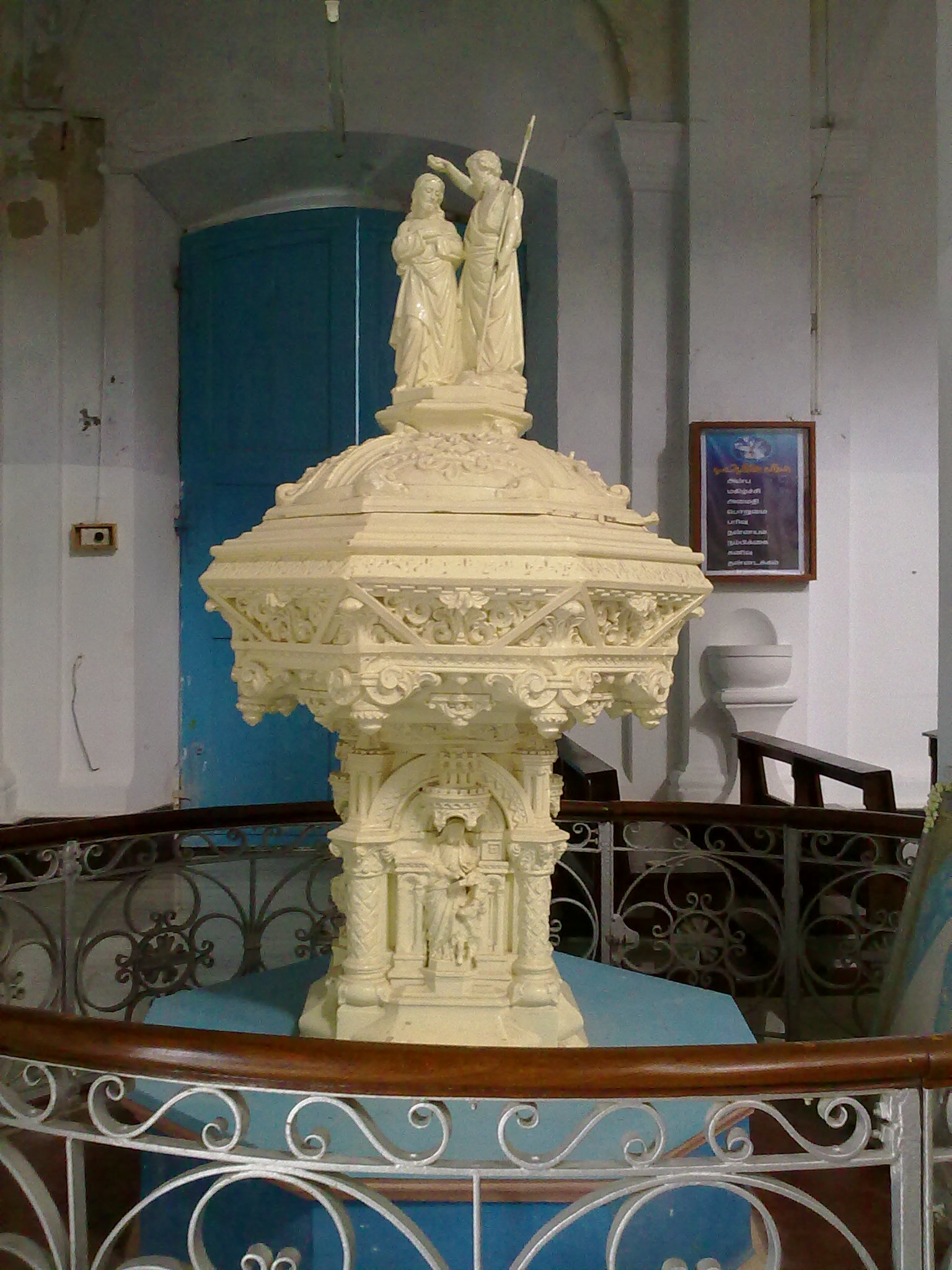
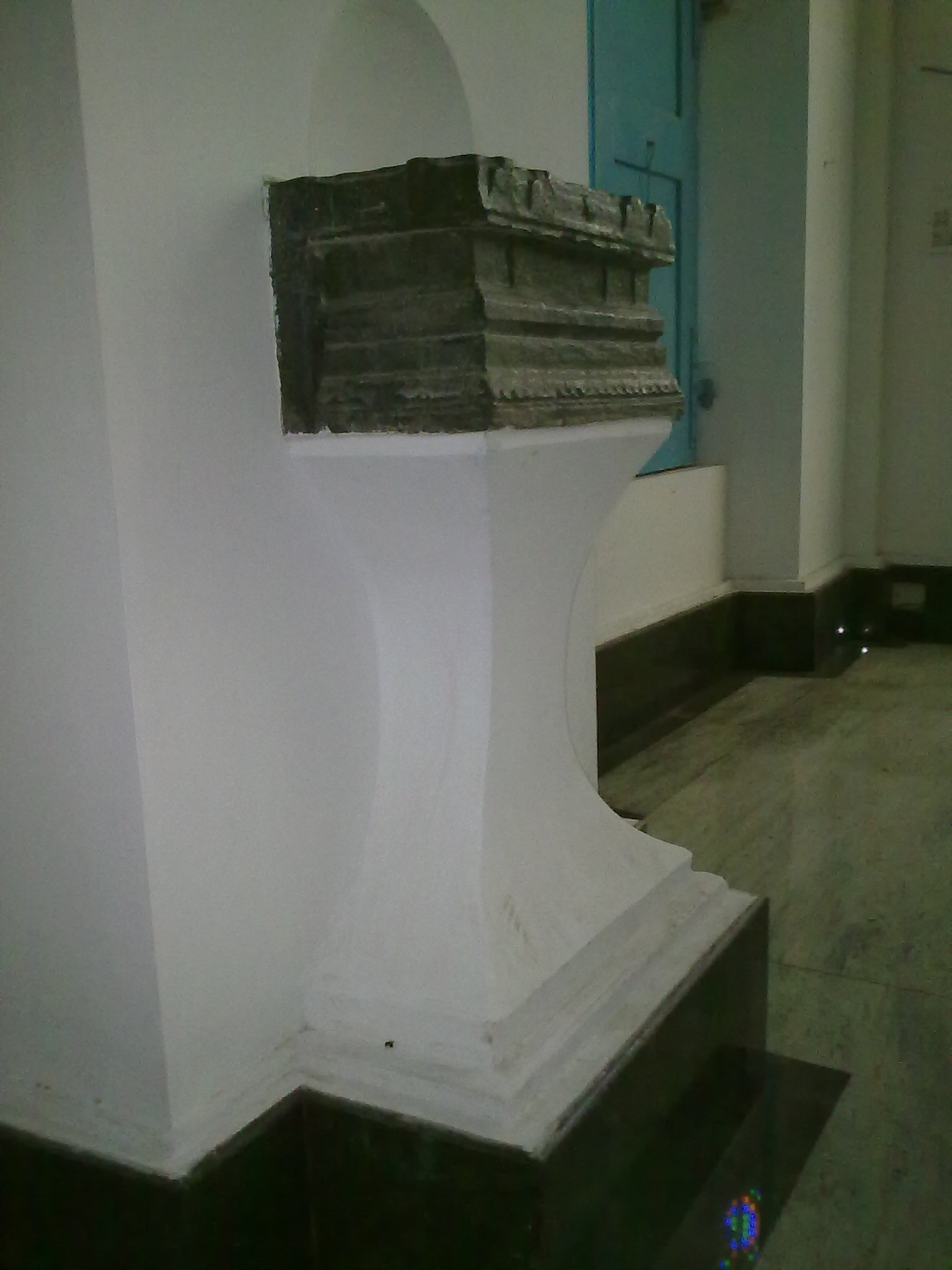
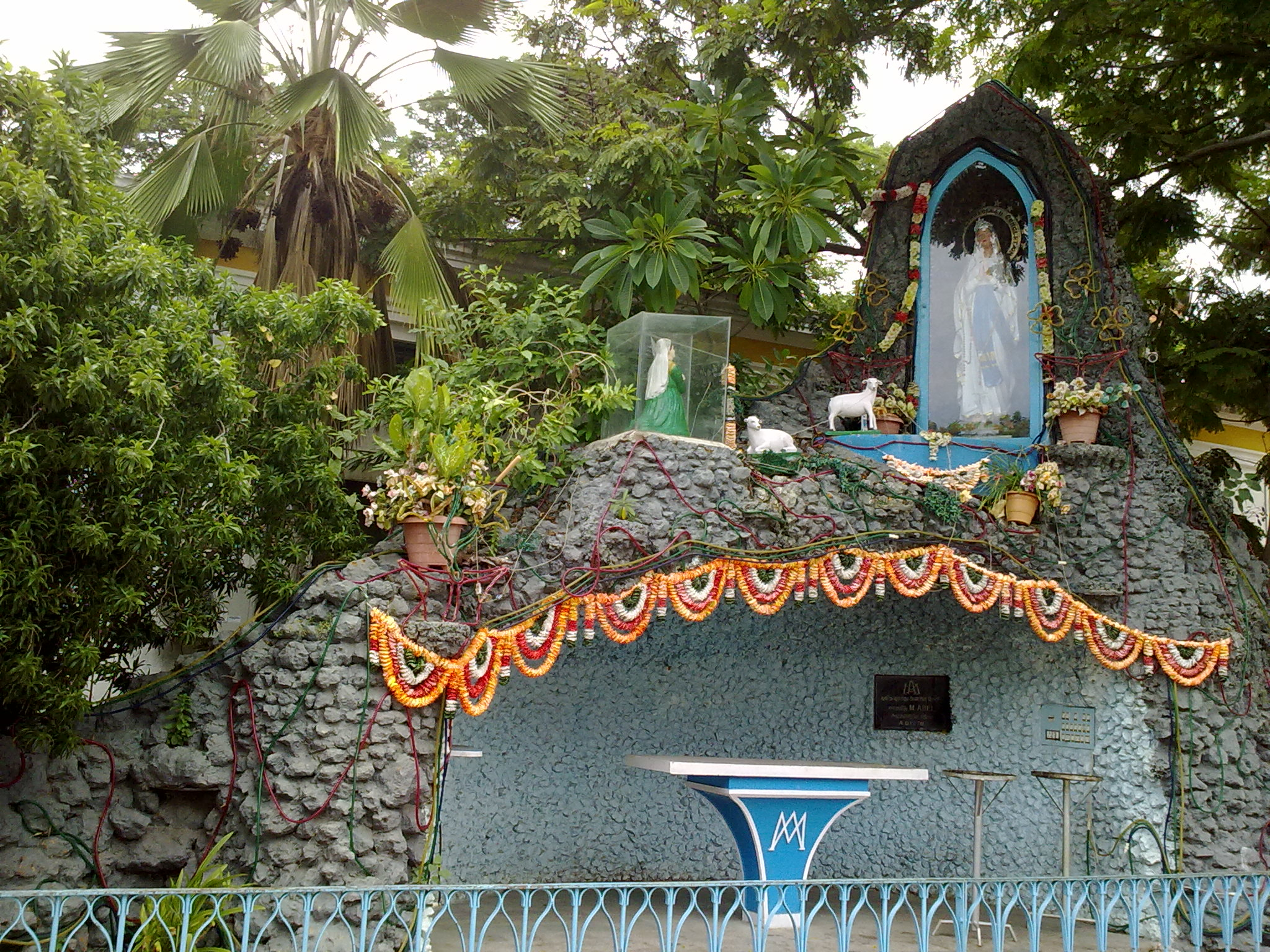
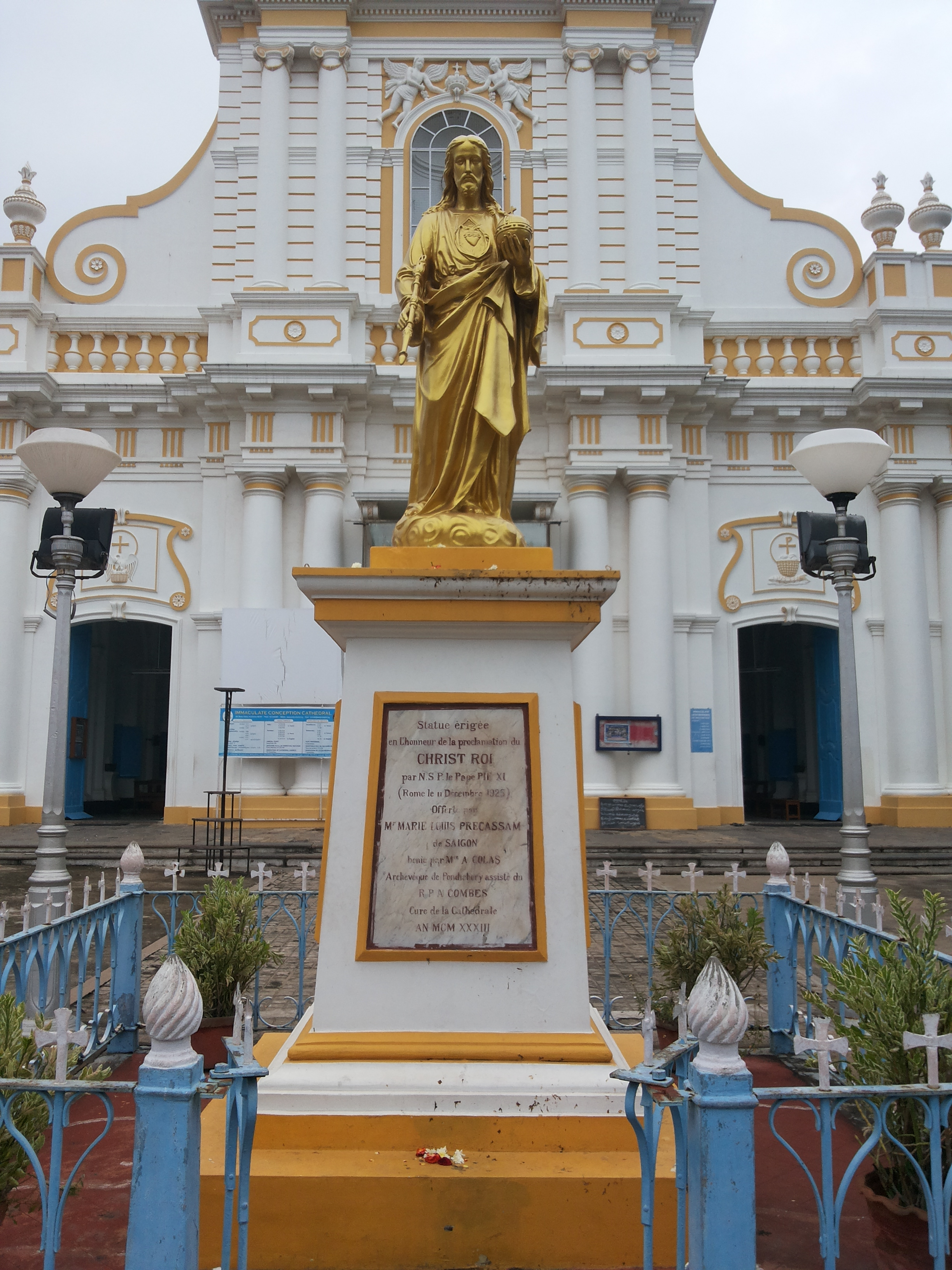
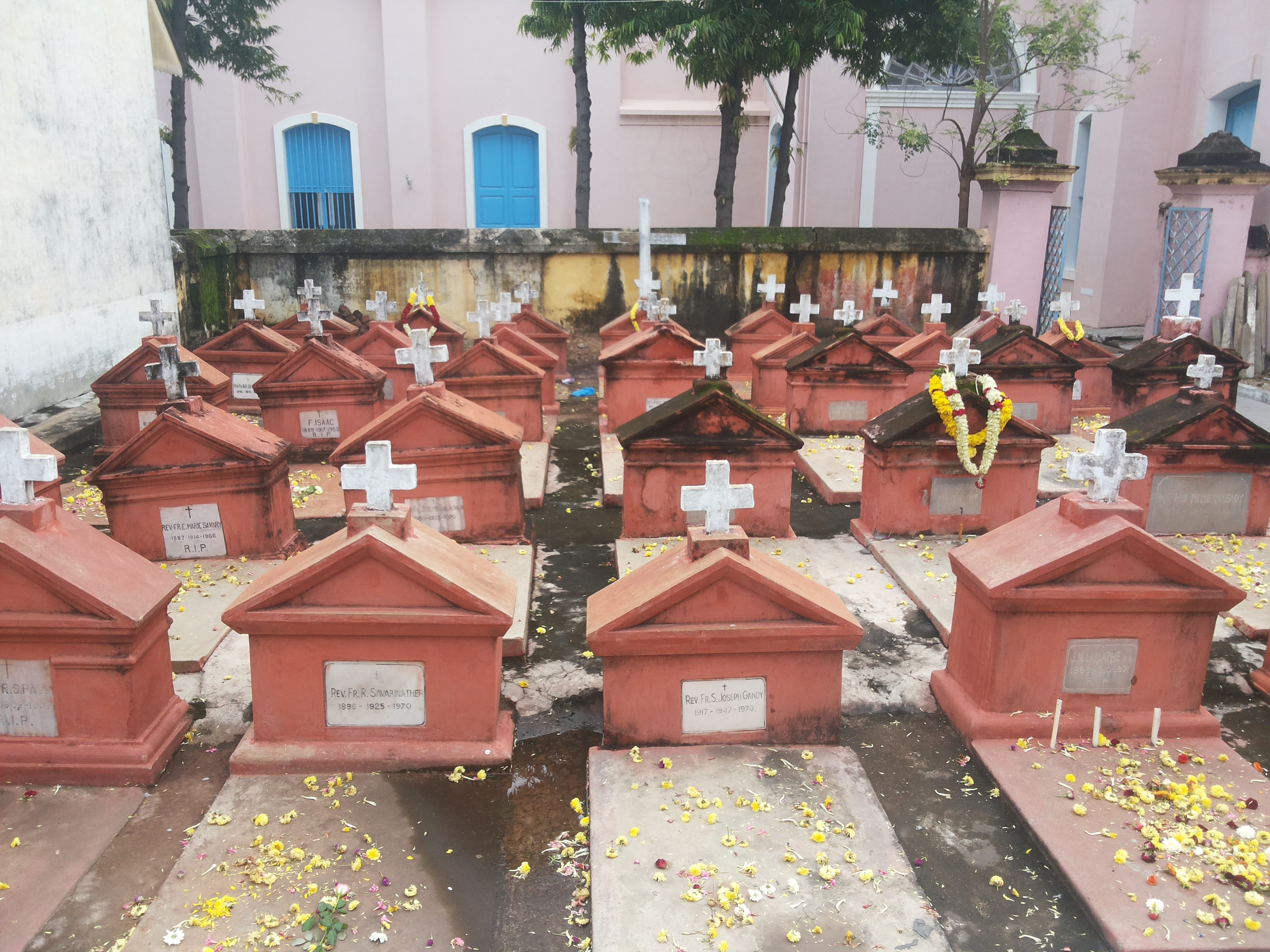
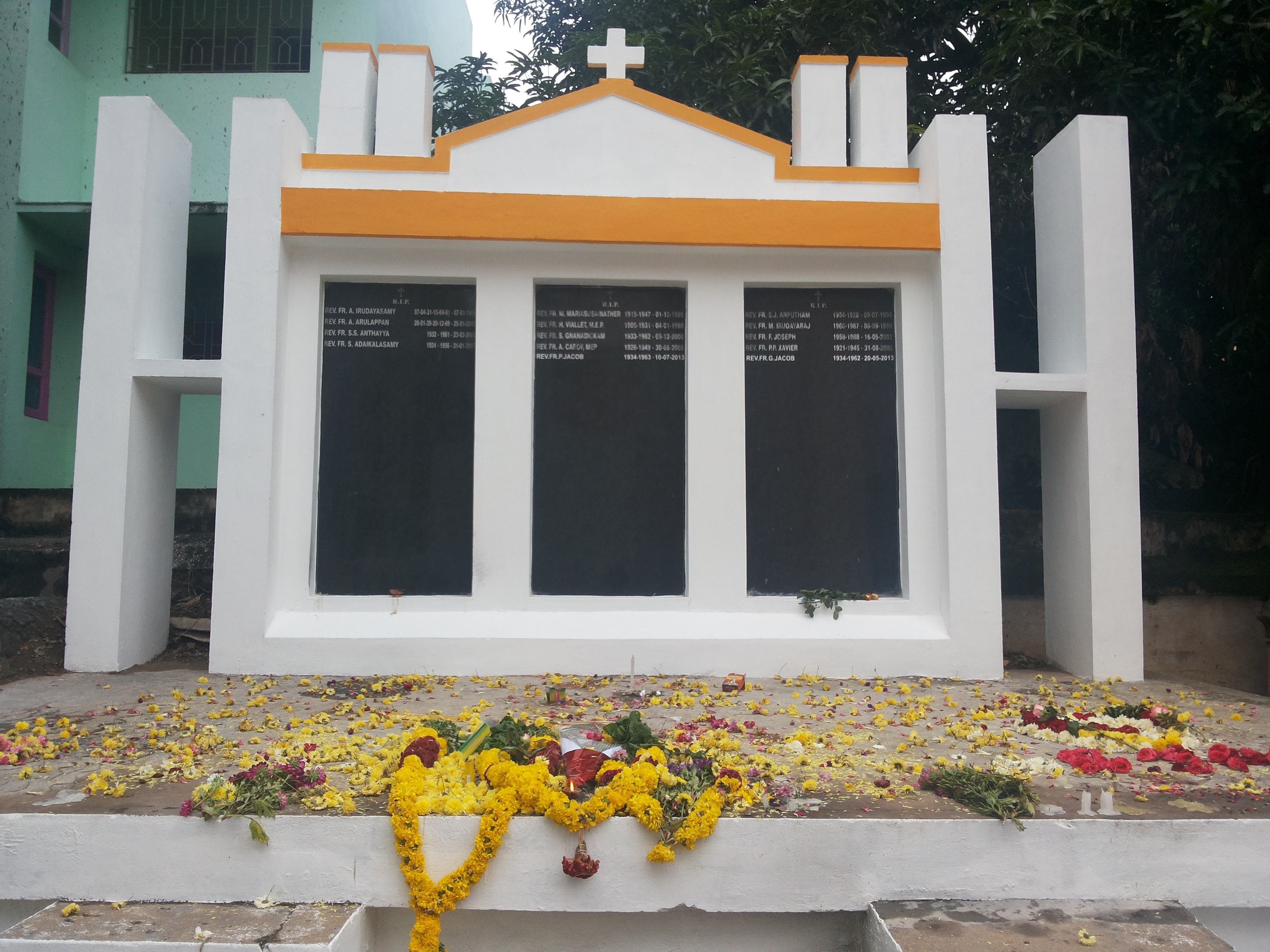
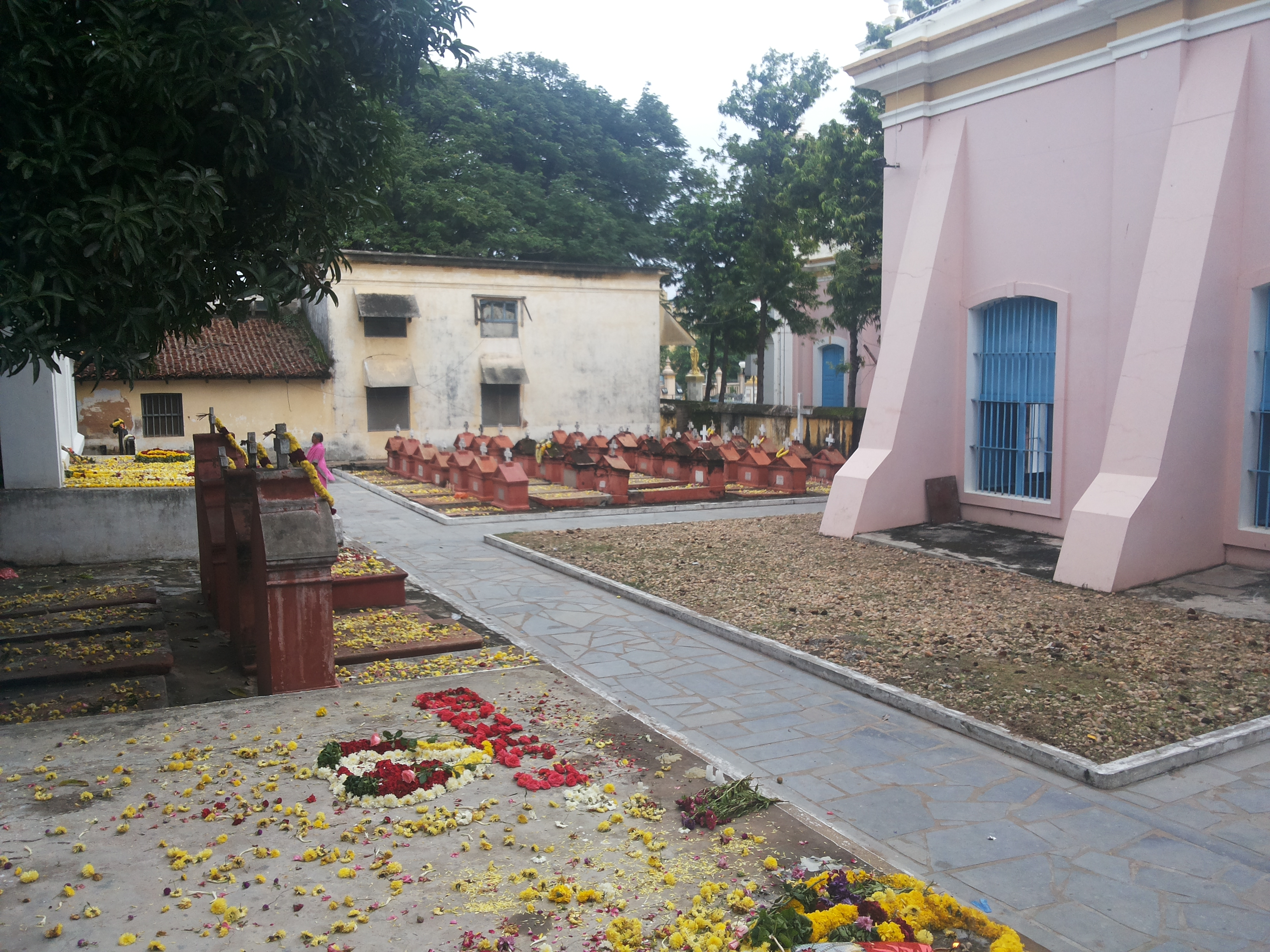
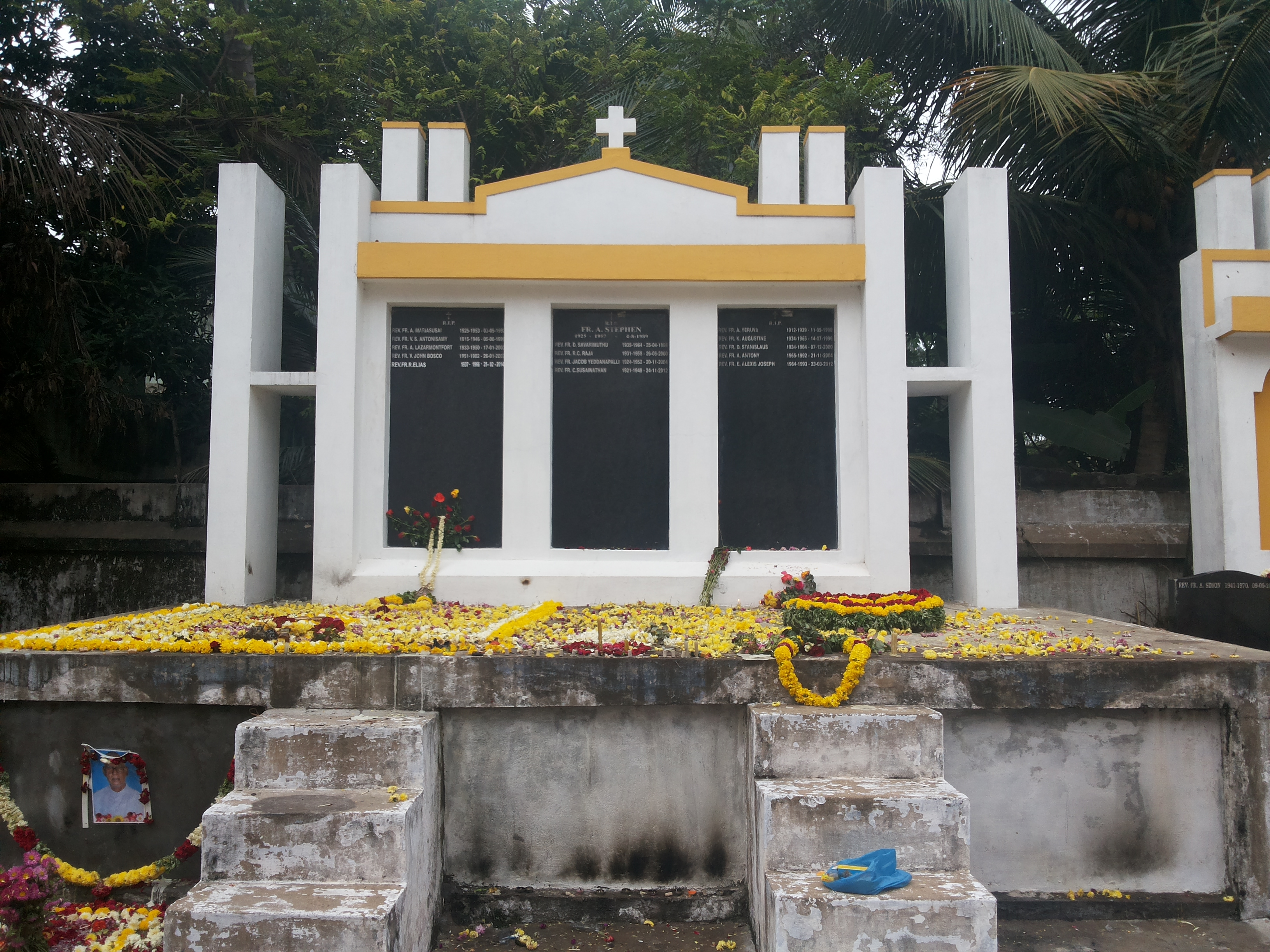
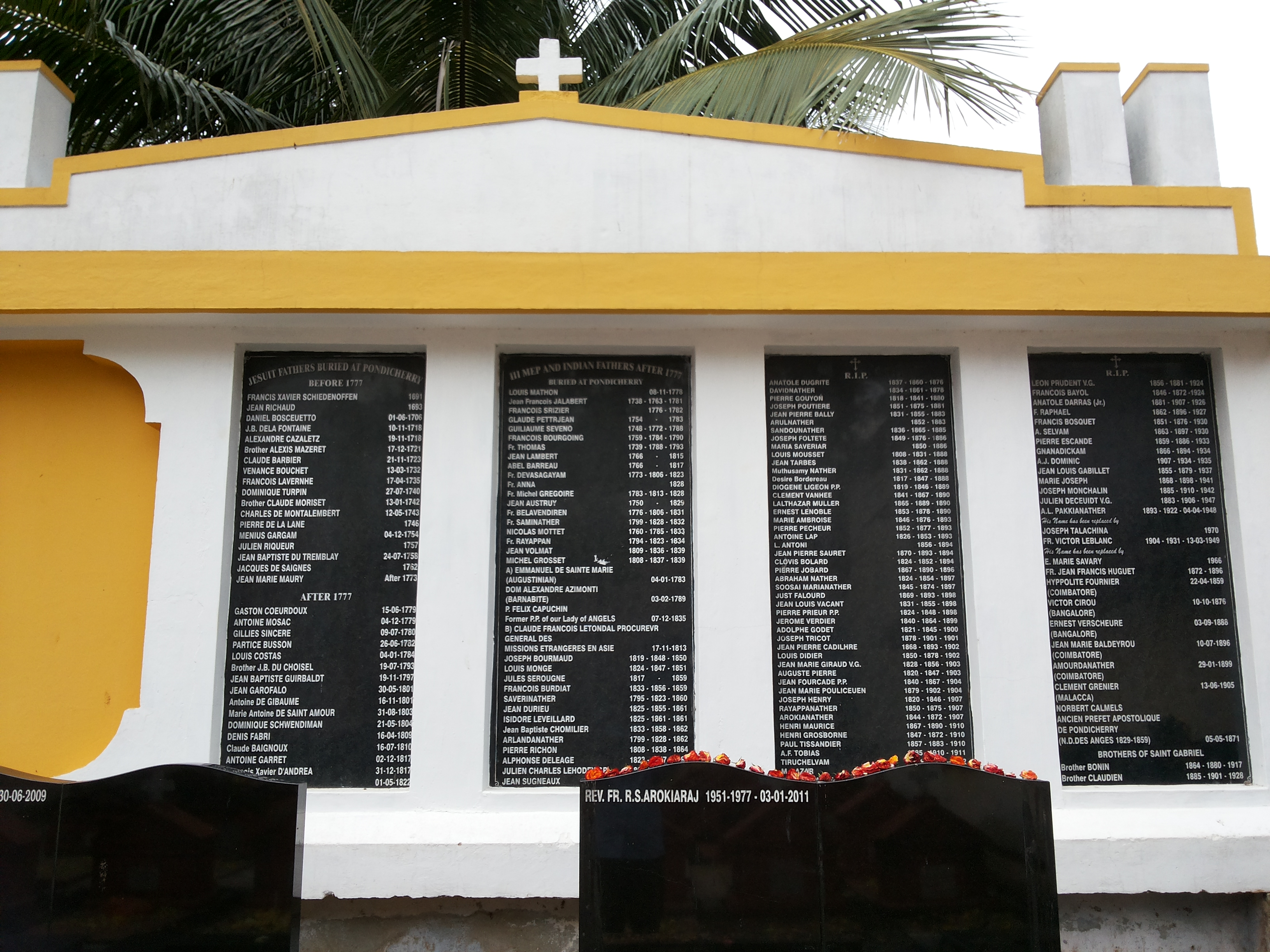
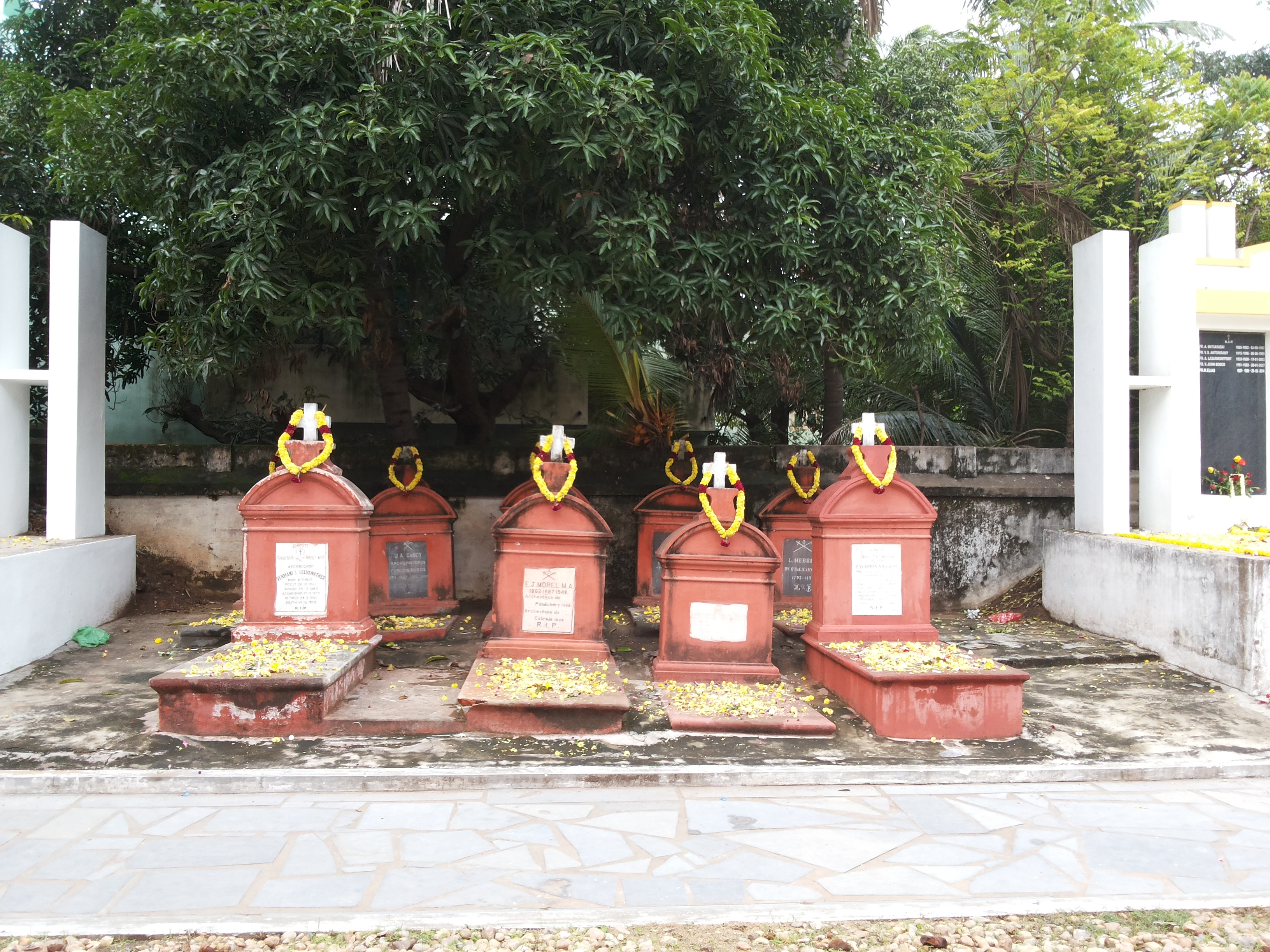